# Alfons III av Asturien
Alfons III av Asturien (Alfons III den store, asturiska: Alfonsu III d'Asturies), född 848, död 20 december 910 i Zamora, var kung av kungarikena Asturien, Leon och Galicien mellan 866 och 910.
Han genomförde mer än 30 segerrika fälttåg under vilka han erövrade kungariket Leon samt delar av Portugal och Gamla Kastilien. Icke desto mindre gav hans regim och dess pålagor upphov till uppror. Hans son Garcia ställde sig i spetsen för ett uppror 888, men blev slagen och internerad. Alfons besegrades i ett annat blodigt inbördeskrig. Han avsade sig kronan till sina tre söner, mellan vilka riket delades 910. Alfons slog som Garcias fältherre morerna en sista gång.
Barn
1. Fruela II av León
2. García I av León
3. Ordoño II av León